# Туре, Амаду Тумани
Амаду Тумани Туре́ (фр. Amadou Toumani Touré; 4 ноября 1948, Мопти, Мали — 10 ноября 2020) — президент Мали с 26 марта 1991 до 8 июня 1992 года и с 8 июня 2002 до 22 марта 2012 года, генерал.

## Биография
Первоначально стремился стать учителем, но затем вступил в ряды армии и после обучения в СССР (в Рязанском высшем воздушно-десантном командном училище) и Франции, в 1984 году стал командующим десантными войсками Мали. После того, как в марте 1991 года военное правительство Мусы Траоре начало жестоко подавлять народные демонстрации протеста, Туре возглавил военный переворот. Придя к власти в качестве главы «Временного комитета национального спасения», организовал Национальную конференцию, которая выработала в январе 1992 года новую конституцию Мали. После президентских и парламентских выборов передал власть новому президенту Альфа Умару Конаре.
С июня 2001 года — специальный посланник Кофи Аннана в ЦАР после попытки государственного переворота в этой стране.
В сентябре 2001 года вышел в отставку и стал кандидатом на президентских выборах. В 2002 году в первом же туре голосования победил, набрав 64,35 % голосов, в то время как его основной соперник Сумайла Сиссе лишь 35,65 %, и вновь стал главой государства вместо Конаре, а в 2007 году был переизбран.
Беспартийный; в его правительстве были представители всех политических партий страны. Организатор фонда помощи детям.
Главными направлениями деятельности правительства Туре были социальная сфера и улучшение инфраструктуры. За 10 лет президентства Туре было построено 12 тыс. единиц социального жилья, введены программы бесплатного лечения ряда болезней, например, малярии у детей и беременных, бесплатно стали делать кесарево сечение и т. д. Были улучшены условия труда: повышена минимальная зарплата, пенсии. Несмотря на прогресс, однако, переломить ситуацию не удалось. Были повышены расходы на образование, однако все улучшения коснулись в большей мере городского населения, которое в Мали составляло лишь около трети от всего населения страны, а для основной части детей школьного возраста (и особенно девочек) ничего не изменилось.
В экономике правительство занималось, прежде всего, сельским хозяйством. Важнейшее значение правительство придавало ирригации, за годы президентства Туре более 200 тыс. га сельхозугодий были полностью или частично обеспечены водой. В 2008 году в Мали была запущена программа стимулирования производства риса, субсидирующая производство и направленная на создание рабочих мест для беднейших слоёв населения.
Несмотря на достижения, популярность правительства Туре в последние годы правления значительно упала, так как общий уровень жизни так и оставался низким. Кроме того, правительство сотрясали коррупционные скандалы. Восстание туарегов, начавшееся в 2011 году, проходило неудачно для правительственной армии. Лично Туре обвиняли в недостаточных усилиях для борьбы с восстанием.
21 марта 2012 года в стране произошёл государственный переворот, организованный группой военных, которые были недовольны реакцией властей на вооружённое восстание племён туарегов на севере Мали. 22 марта 2012 года военные объявили о захвате власти и передачи её созданному ими Национальному комитету восстановления демократии и возрождения Мали, роспуске правительства, приостановке действия конституции и установлении комендантского часа. Также они объявили о готовности передать власть новому демократически избранному президенту.
8 апреля 2012 года официально объявил о своём уходе с поста главы государства в рамках соглашения по урегулированию кризиса в Мали между представителями военной хунты и посредником от Экономического сообщества стран Западной Африки (ЭКОВАС) министром иностранных дел Буркина-Фасо Д. Бассоле.
После свержения проживал вместе с семьёй в столице Сенегала Дакаре. Вернулся на родину в декабре 2017 года. Умер 9 ноября 2020 года во время поездки в Турцию, куда он отправился по состоянию здоровья через несколько дней после операции на сердце в Бамако.